# Hymenodictyon embergeri
Hymenodictyon embergeri är en måreväxtart som beskrevs av Alberto Judice Leote Cavaco. Hymenodictyon embergeri ingår i släktet Hymenodictyon och familjen måreväxter. Inga underarter finns listade i Catalogue of Life.